# Metopeurum enslini
Metopeurum enslini är en insektsart. Metopeurum enslini ingår i släktet Metopeurum och familjen långrörsbladlöss. Inga underarter finns listade i Catalogue of Life.